# (29606) 1998 QN94
A (29606) 1998 QN94 a Naprendszer kisbolygóövében található aszteroida. A LINEAR projekt keretében fedezték fel 1998. augusztus 17-én.